# Sylvia Nasar
Sylvia Nasar (Rosenheim, Baviera, 17 d'agost de 1947) és una periodista i escriptora que treballa als Estats Units. El seu pare, natural de l'Uzbekistan, va ser oficial de la CIA i la mare és alemanya.
A Una ment meravellosa, novel·la guanyadora del Premi National Book Critics Circle Award i finalista del Premi Pulitzer, relata la vida del matemàtic nord-americà John Forbes Nash. Actualment escriu un llibre titulat Gran Pursuit.
Exreportera econòmica pel New York Times, va rebre el Knight Chair in Business Journalism, a la Universitat de Colúmbia.